# Lanțuri (film din 1974)
Lanțuri (titlul original: în italiană Catene) este un film dramatic italian, realizat în 1974 de regizorul Silvio Amadio, protagoniști fiind actorii Maurizio Merli, Rosemarie Dexter, Simona Schillaci și Mimmo Palmara.
Filmul este un remake al filmului omonim regizat de Raffaello Matarazzo în 1949.

## Rezumat
După un jaf la o bancă⁠(d), Alfio Capuano, rănit în timpul schimbului de focuri și vânat de poliție, se refugiază în mod întâmplător într-un garaj, unde dă de o fosta iubită Francesca, acum căsătorită cu mecanicul Giovanni, și mamă a doi copii. Această întâlnire provoacă o serie de nenorociri când Capuano, cu mijlocirea unor prieteni dubioși, intră într-un parteneriat cu Giovanni, care are nevoie de capital pentru a-și putea extinde atelierul. Colaborarea îi oferă lui Alfio ocazia să o abordeze din nou pe Francesca.
Micul Ricuccio pare să-și dea seama că ceva nu este în regulă, când într-o zi Giovanni își surprinde soția vorbind cu banditul. Acesta moare, ucis în luptă de Giovanni. Mecanicul, prins în timp ce încerca să plece din țară, este băgat la închisoare. În proces, femeia nevinovată se declară vinovată, astfel încât soțul ei este achitat de crimă de onoare. Acest lucru se întâmplă la timp, dar o scrisoare veche a lui Alfio Capuano, trimisă lui Giovanni, o exonerează pentru totdeauna pe Francesca.

## Distribuție
- Maurizio Merli – Giovanni
- Rosemarie Dexter – Francesca
- Mimmo Palmara – Alfio Capuano
- Simona Schillaci – sora mai mică
- Marco Liofredi – micul Ricuccio
- Vincenzo Ferro –
- Lino Coletti –
- José Greci –
- Eva Ricca –
- Salvatore Scalia –
- Luisa Tirinnanzi –
- Alessandro Perrella –
- Luigi Antonio Guerra –
- Tuccio Musumeci –